# Pedreiras, Maranhão
Pedreiras este un oraș în unitatea federativă Maranhão (MA), Brazilia.